# Stagioni dei Tampa Bay Buccaneers
Questa è la lista delle stagioni sportive dei Tampa Bay Buccaneers nella National Football League che documenta i risultati stagione per stagione dal 1976 ad oggi, compresi i risultati nei play-off.

## Risultati stagione per stagione
| Cronistoriadei Tampa Bay Buccaneers | Cronistoriadei Tampa Bay Buccaneers | Cronistoriadei Tampa Bay Buccaneers | Cronistoriadei Tampa Bay Buccaneers | Cronistoriadei Tampa Bay Buccaneers | Cronistoriadei Tampa Bay Buccaneers | Cronistoriadei Tampa Bay Buccaneers | Cronistoriadei Tampa Bay Buccaneers | Cronistoriadei Tampa Bay Buccaneers | Cronistoriadei Tampa Bay Buccaneers | Cronistoriadei Tampa Bay Buccaneers                                                                           |                              |
| Stagione di lega                    | Stagione di squadra                 | Lega                                | Conference                          | Division                            | Stagione regolare                   | Stagione regolare                   | Stagione regolare                   | Stagione regolare                   | Play-off | Premi individuali                                                                                             |                              |
| Stagione di lega                    | Stagione di squadra                 | Lega                                | Conference                          | Division                            | Pos.                                | V                                   | S                                   | P                                   | Play-off | Premi individuali                                                                                             |                              |
| ----------------------------------- | ----------------------------------- | ----------------------------------- | ----------------------------------- | ----------------------------------- | ----------------------------------- | ----------------------------------- | ----------------------------------- | ----------------------------------- | --- | --- | ---------------------------- |
| 1976                                | 1976                                | NFL                                 | AFC                                 | West                                | 5                                   | 0                                   | 14                                  | 0                                   | non disputati | Inseriti nella AFC West.                                                                                      |                              |
| 1977                                | 1977                                | NFL                                 | NFC                                 | Central                             | 5                                   | 2                                   | 12                                  | 0                                   | non disputati | Inseriti nella NFC Central.                                                                                   |                              |
| 1978                                | 1978                                | NFL                                 | NFC                                 | Central                             | 5                                   | 5                                   | 11                                  | 0                                   | non disputati | Da questa stagione le partite della stagione regolare diventano 16.                                           |                              |
| 1979                                | 1979                                | NFL                                 | NFC                                 | Central                             | 1                                   | 10                                  | 6                                   | 0                                   | V Divisional play-off contro i Philadelphia Eagles (24-17) S NFC Championship contro i Los Angeles Rams (0-9) | |                              |
| 1980                                | 1980                                | NFL                                 | NFC                                 | Central                             | 4                                   | 5                                   | 10                                  | 1                                   | non disputati | |                              |
| 1981                                | 1981                                | NFL                                 | NFC                                 | Central                             | 1                                   | 9                                   | 7                                   | 0                                   | S Divisional play-off contro i Dallas Cowboys (0-38) | |                              |
| 1982                                | 1982                                | NFL                                 | NFC                                 |                                     | 7                                   | 5                                   | 4                                   | 0                                   | S First Round contro i Dallas Cowboys (17-30) | A causa di uno sciopero nella stagione si disputarono solo 9 partite e non vi furono classifiche di Division. |                              |
| 1983                                | 1983                                | NFL                                 | NFC                                 | Central                             | 5                                   | 2                                   | 14                                  | 0                                   | non disputati | |                              |
| 1984                                | 1984                                | NFL                                 | NFC                                 | Central                             | 3                                   | 6                                   | 10                                  | 0                                   | non disputati | |                              |
| 1985                                | 1985                                | NFL                                 | NFC                                 | Central                             | 5                                   | 2                                   | 14                                  | 0                                   | non disputati | |                              |
| 1986                                | 1986                                | NFL                                 | NFC                                 | Central                             | 5                                   | 2                                   | 14                                  | 0                                   | non disputati | |                              |
| 1987                                | 1987                                | NFL                                 | NFC                                 | Central                             | 4                                   | 4                                   | 11                                  | 0                                   | non disputati | In questa stagione a causa di uno sciopero hanno giocato una partita in meno.                                 |                              |
| 1988                                | 1988                                | NFL                                 | NFC                                 | Central                             | 3                                   | 5                                   | 11                                  | 0                                   | non disputati | |                              |
| 1989                                | 1989                                | NFL                                 | NFC                                 | Central                             | 5                                   | 5                                   | 11                                  | 0                                   | non disputati | |                              |
| 1990                                | 1990                                | NFL                                 | NFC                                 | Central                             | 2                                   | 6                                   | 10                                  | 0                                   | non disputati | |                              |
| 1991                                | 1991                                | NFL                                 | NFC                                 | Central                             | 5                                   | 3                                   | 13                                  | 0                                   | non disputati | |                              |
| 1992                                | 1992                                | NFL                                 | NFC                                 | Central                             | 3                                   | 5                                   | 11                                  | 0                                   | non disputati | |                              |
| 1993                                | 1993                                | NFL                                 | NFC                                 | Central                             | 5                                   | 5                                   | 11                                  | 0                                   | non disputati | |                              |
| 1994                                | 1994                                | NFL                                 | NFC                                 | Central                             | 5                                   | 6                                   | 10                                  | 0                                   | non disputati | |                              |
| 1995                                | 1995                                | NFL                                 | NFC                                 | Central                             | 5                                   | 7                                   | 9                                   | 0                                   | non disputati | |                              |
| 1996                                | 1996                                | NFL                                 | NFC                                 | Central                             | 4                                   | 6                                   | 10                                  | 0                                   | non disputati | |                              |
| 1997                                | 1997                                | NFL                                 | NFC                                 | Central                             | 2                                   | 10                                  | 6                                   | 0                                   | V Wild Card Game contro i Detroit Lions (20-10) S Divisional play-off contro i Green Bay Packers (21-7) | |                              |
| 1998                                | 1998                                | NFL                                 | NFC                                 | Central                             | 3                                   | 8                                   | 8                                   | 0                                   | non disputati | |                              |
| 1999                                | 1999                                | NFL                                 | NFC                                 | Central                             | 1                                   | 11                                  | 5                                   | 0                                   | V Divisional play-off contro i Washington Redskins (14-13) S NFC Championship contro i Saint Louis Rams (11-6) | |                              |
| 2000                                | 2000                                | NFL                                 | NFC                                 | Central                             | 2                                   | 10                                  | 6                                   | 0                                   | S Wild Card Game contro i Philadelphia Eagles (21-3) | |                              |
| 2001                                | 2001                                | NFL                                 | NFC                                 | Central                             | 3                                   | 9                                   | 7                                   | 0                                   | S Wild Card Game contro i Philadelphia Eagles (31-9) | |                              |
| 2002                                | 2002                                | NFL                                 | NFC                                 | South                               | 1                                   | 12                                  | 4                                   | 0                                   | V Divisional play-off contro i San Francisco 49ers (31-6) V NFC Championship contro i Philadelphia Eagles (27-10) V Super Bowl XXXVII contro gli Oakland Raiders (48-21)                                                       | Inseriti nella NFC South.                                                                                     |                              |
| 2003                                | 2003                                | NFL                                 | NFC                                 | South                               | 3                                   | 7                                   | 9                                   | 0                                   | non disputati | |                              |
| 2004                                | 2004                                | NFL                                 | NFC                                 | South                               | 4                                   | 5                                   | 11                                  | 0                                   | non disputati | |                              |
| 2005                                | 2005                                | NFL                                 | NFC                                 | South                               | 1                                   | 11                                  | 5                                   | 0                                   | S Wild Card Game contro i Washington Redskins (17-10) | |                              |
| 2006                                | 2006                                | NFL                                 | NFC                                 | South                               | 4                                   | 4                                   | 12                                  | 0                                   | non disputati | |                              |
| 2007                                | 2007                                | NFL                                 | NFC                                 | South                               | 1                                   | 9                                   | 7                                   | 0                                   | S Wild Card Game contro i New York Giants (24-14) | |                              |
| 2008                                | 2008                                | NFL                                 | NFC                                 | South                               | 3                                   | 9                                   | 7                                   | 0                                   | non disputati | |                              |
| 2009                                | 2009                                | NFL                                 | NFC                                 | South                               | 4                                   | 3                                   | 13                                  | 0                                   | non disputati | |                              |
| 2010                                | 2010                                | NFL                                 | NFC                                 | South                               | 3                                   | 10                                  | 6                                   | 0                                   | non disputati | |                              |
| 2011                                | 2011                                | NFL                                 | NFC                                 | South                               | 4                                   | 4                                   | 12                                  | 0                                   | non disputati | |                              |
| 2012                                | 2012                                | NFL                                 | NFC                                 | South                               | 4                                   | 7                                   | 9                                   | 0                                   | non disputati | |                              |
| 2013                                | 2013                                | NFL                                 | NFC                                 | South                               | 4                                   | 4                                   | 12                                  | 0                                   | non disputati | |                              |
| 2014                                | 2014                                | NFL                                 | NFC                                 | South                               | 4                                   | 2                                   | 14                                  | 0                                   | non disputati | |                              |
| 2015                                | 2015                                | NFL                                 | NFC                                 | South                               | 3                                   | 6                                   | 10                                  | 0                                   | non disputati | |                              |
| 2016                                | 2016                                | NFL                                 | NFC                                 | South                               | 2                                   | 9                                   | 7                                   | 0                                   | non disputati | |                              |
| 2017                                | 2017                                | NFL                                 | NFC                                 | South                               | 4                                   | 5                                   | 11                                  | 0                                   | non disputati | |                              |
| 2018                                | 2018                                | NFL                                 | NFC                                 | South                               | 4                                   | 5                                   | 11                                  | 0                                   | non disputati | |                              |
| 2019                                | 2019                                | NFL                                 | NFC                                 | South                               | 3                                   | 7                                   | 9                                   | 0                                   | non disputati | |                              |
| 2020                                | 2020                                | NFL                                 | NFC                                 | South                               | 2                                   | 11                                  | 5                                   | 0                                   | V Wild Card Game contro il Washington Football Team (31-23) V Divisional play-off contro i New Orleans Saints (30-20) V NFC Championship contro i Green Bay Packers (31-26) V Super Bowl LV contro i Kansas City Chiefs (31-9) | |                              |
| 2021                                | 2021                                | NFL                                 | NFC                                 | South                               | 1                                   | 13                                  | 4                                   | 0                                   | V Wild Card Game contro i Philadelphia Eagles (31-15) S Divisional play-off contro i Los Angeles Rams (30-27) | Da questa stagione le partite della stagione regolare diventano 17.                                           |                              |
| 2022                                | 2022                                | NFL                                 | NFC                                 | South                               | 1                                   | 8                                   | 9                                   | 0                                   | S Wild Card Game contro i Dallas Cowboys (31-14) | |                              |
| 2023                                | 2023                                | NFL                                 | NFC                                 | South                               | 1                                   | 9                                   | 8                                   | 0                                   | V Wild Card Game contro i Philadelphia Eagles (32-9) S Divisional play-off contro i Detroit Lions (31-23) | |                              |
| 2024                                | 2024                                | NFL                                 | NFC                                 | South                               | 1                                   | 10                                  | 7                                   | 0                                   | S Wild Card Game contro i Washington Commanders (23-20) | |                              |
| Totale                              | Totale                              | Totale                              | Totale                              | Totale                              | Totale                              | 318                                 | 457                                 | 1                                   | Record di stagione regolare | Record di stagione regolare                                                                                   | Record di stagione regolare  |
| Totale                              | Totale                              | Totale                              | Totale                              | Totale                              | Totale                              | 12                                  | 13                                  |                                     | Record dei play-off | Record dei play-off                                                                                           | Record dei play-off          |
| Totale                              | Totale                              | Totale                              | Totale                              | Totale                              | Totale                              | 330                                 | 470                                 | 1                                   | Stagione regolare e play-off | Stagione regolare e play-off                                                                                  | Stagione regolare e play-off |

Legenda
- Vittoria nel Super Bowl (dal 1966)
- Vittoria nella lega (1920-1969)
- Vittoria nella Conference

- Vittoria nella Division
- Qualificazione al Wild Card Game (dal 1978)
- V = Vittorie

- S = Sconfitte
- P = Pareggi
- T = Posizione a pari merito